# Tiiraluoto (ö i Mellersta Finland, Jämsä, lat 61,49, long 25,29)
Tiiraluoto är en ö i Finland. Den ligger i sjön Päijänne och i kommunen Kuhmois i landskapet Mellersta Finland, i den södra delen av landet, 150 km norr om huvudstaden Helsingfors. Öns största längd är 20 meter i sydöst-nordvästlig riktning.